# Ubiratã
Ubiratã là một đô thị thuộc bang Paraná, Brasil. Đô thị này có diện tích 652,581 km², dân số năm 2007 là 21672 người, mật độ 29,8 người/km².